# Krivenkovskoye
Krivenkovskoye (del ruso: Кривенковское) es un seló del raión de Tuapsé del krai de Krasnodar, en el sur de Rusia. Está situado en las estribaciones meridionales del extremo oeste del Cáucaso Occidental, en la orilla derecha del río Tuapsé, 15 km al nordeste de Tuapsé y 93 km al sur de Krasnodar, la capital del krai. Tenía 2 605 habitantes en 2010.
Pertenece al municipio Gueórguiyevskoye.

## Historia
La localidad fue fundada en 1911 junto a la estación Krivenkovskaya de la línea Armavir-Tuapsé. Su nombre deriva del de uno de los accionistas, Aleksandr Nikoláyevich Krivenko.

## Transporte
Cuenta con una estación (Krivenkovskaya) en la línea Tuapsé-Krasnodar. Por la localidad pasa la carretera R254 Maikop-Tuapsé.